# Franz Warmbrunn
Franz Warmbrunn (3. června 1889 Ostružná – 25. května 1967 Waldershof) byl československý politik německé národnosti, meziválečný poslanec Národního shromáždění za Německou sociálně demokratickou stranu dělnickou v ČSR, později za Komunistickou stranu Československa a nakonec za Neodvislou stranu komunistickou v Československu.

## Biografie
Podle údajů k roku 1920 byl profesí odborným učitelem v Praze.
V parlamentních volbách v roce 1920 získal mandát v Národním shromáždění. Poslanecké křeslo získal za německé sociální demokraty. Pak ale přešel do nově vzniklé KSČ. V roce 1925 ovšem od KSČ odešel a přestoupil do poslaneckého klubu Neodvislé komunistické strany, kterou založil poslanec Josef Bubník kvůli nesouhlasu s přílišným svázáním politiky KSČ direktivami Kominterny.